# Anthomastus agassizii
Anthomastus agassizii is een zachte koraalsoort uit de familie Alcyoniidae. De koraalsoort komt uit het geslacht Anthomastus. Anthomastus agassizii werd in 1922 voor het eerst wetenschappelijk beschreven door Verrill. 